# 피젯 스피너

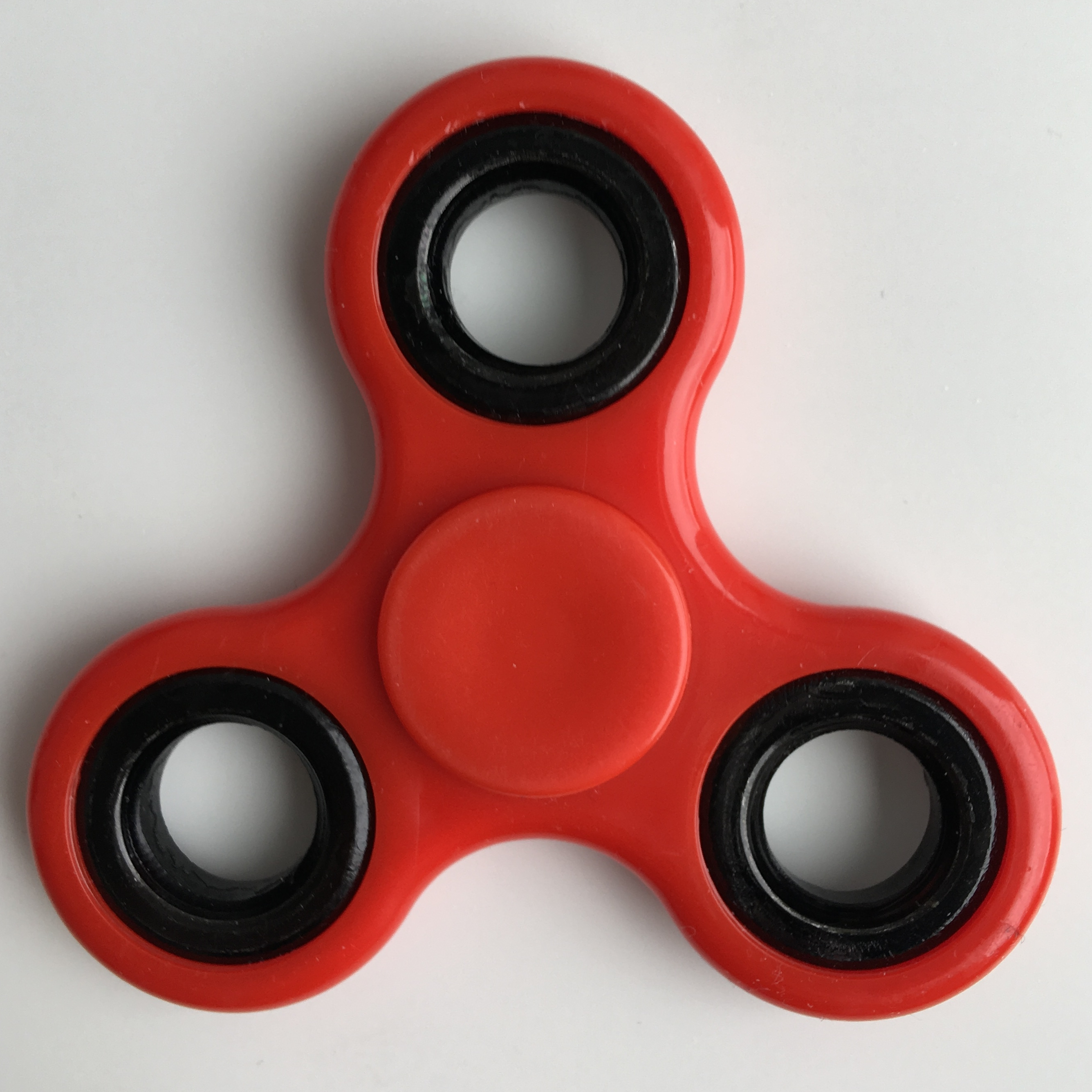

회전 중인 피젯 스피너

피젯 스피너(Fidget spinner)는 금속 또는 플라스틱으로 만든 다중 잎(일반적으로 3엽) 모양의 평평한 구조 중앙에 볼 베어링으로 구성되어 있고, 돌출부에 금속 추를 얹어 중앙 축을 중심으로 회전하도록 설계된 장난감이다. 피젯 스피너는 2017년에 매우 널리 퍼진 인기 장난감이 되었다.
이 장난감은 집중하는 데 어려움을 겪는 사람들이나 긴장된 에너지, 불안 또는 심리적 스트레스를 완화하기 위해 안절부절해야 하는 사람들을 돕는 것으로 홍보되었다. 피젯 스피너가 불안이나 ADHD, 자폐증과 같은 신경 발산이 있는 사람들을 진정시키는 데 도움이 될 수 있다는 주장이 있지만, 이 개념에 대한 동료 검토 연구는 부족하다.
피젯 스피너는 연결된 팔을 회전시킬 수 있는 둥글고 평평한 중앙 베어링(일반적으로 볼 베어링)으로 구성된다. 이 중심 축 주위에는 일반적으로 3개의 가중치 암이 있지만 그 수는 모델에 따라 다르다. 강제로 회전시키면 모델에 따라 최대 몇 분 동안 계속 회전할 수 있다.

## 개발
2017년 5월 4일 내셔널 퍼블릭 라디오(NPR)에 게재된 인터뷰에서 스콧 맥코스케리(Scott McCoskery)는 정보기술 분야에서 일하는 동안 회의 및 전화 회의에서 안절부절 못하는 자신의 경향을 만족시키기 위해 2014년경 "토크바"(Torqbar)라는 금속 회전 장치를 만든 방법을 설명했다. 미국 워싱턴주 시애틀 지역에 있는 필드이다. 그는 그것이 대중적인 형태로 알려지게 된 최초의 피젯 스피너라고 믿었다고 말했다. 온라인 커뮤니티의 요청에 따라 그는 기기를 온라인으로 판매하기 시작했다.

## 같이 보기
- 스트레스 볼
- 팽이